# Глодівець
Глодівець, Піраканта, Вогник ( Pyracantha M.Roem.) - рід чагарників з родини розоцвітих. Залежно від системного підходу він налічує від 6  до близько 10   видів (як внутрішньородова класифікація, так і зв’язки з близькоспорідненими родами проблематичні). Ареал роду охоплює теплу кліматичну зону вздовж Півдня Європи та Азії, але в Південній Європі росте лише один вид - глодівець червоний P. coccinea, а решта в Азії з центром диференціації в Китаї  . Ці чагарники зазвичай населяють скелясті місця та формують зарослі чагарників . На багатьох територіях поза межами ареалу вони здичавіли з  культурних посадок і поширилися в різні місця існування .
Ряд видів широко культивується в районах з м'яким кліматом (відомо понад 100 сортів ). Ці рослини цінуються за рясне цвітіння і плодоношення, а також за яскраве забарвлення плодів, які витримують зиму  . Найбільш поширеним у вирощуванні є глодівець червоний Р.сoccinea , єдиний вид цього роду, який культивується в Україні, Польщі .

## Морфологія
Форма
Чагарники, іноді також переростають у невеликі дерева, досягають до 6 м у висоту. Пагони шипуваті, поділяються на короткі та довгі пагони, можуть бути опушеними або голими   .
Листя
Зазвичай вічнозелене, якщо сезонне, пізно опадає, скручене (на коротких пагонах у пучках), короткочерешкове або сидяче, підтримується вільними, ланцетними, що відпадають прилистками. Площина листа зазвичай злегка шкіряста, яйцеподібна, від еліптичного до ланцетного, довжиною від 1 до 7 см, ціле або дрібно зубчасте або зубчасте   .
Квіти
Зібрані групами від кількох до кількох десятків у волотисте, зонтикоподібне, сплюснуте суцвіття. Гіпантій волосистий або голий, дзвоникоподібний, до 4 мм у діаметрі. У чашечці 5 чашолистків, вони розпростерті, широкоеліптичні або трикутні. На короні також 5 пелюсток, вони округлі. Вся крона рідко перевищує 1 см в діаметрі. Тичинки, яких 15-20, коротші за пелюстки. Зав'язь складається з 5 плодолистків, що прикріплюються до гіпантію посередині, утворюючи 5 шийок маточки  .
Плоди
Несправжні плоди описуються як різновид яблукоподібних плодів - їхній псевдоплід утворюється з м'язистого дна квітки, що оточує справжній плід - дуже тверді горіхи з одним насінням. Зовні плоди сферичні, зазвичай 3–8 мм у діаметрі, червоні, помаранчеві та рідко жовті  .

## Систематика
Систематичне положення

Рід триби Pyreae, підродини Spiraeoideae (раніше Pomoideae ) родини трояндових Rosaceae  або (в іншому підході) підтриби Malinae, триби Maleae, підродини Amygdaloideae тієї ж родини  .
Список видів 

- Pyracantha angustifolia (Franc.) C.K.Schneid.
- Pyracantha coccinea M.Roem. – червоний глодівець
- Pyracantha crenulata (D.Don) M.Roem.
- Піраканта густоцвітна T.T.Yu
- Pyracantha inermis J.E.Vidal
- Pyracantha koidzumii (Hayata) Rehder